# The Light of the Sun
The Light of the Sun é um álbum de estúdio pela cantora norte-americana Jill Scott, lançado a 21 de Junho de 2011 pela editora discográfica Warner Bros. Records. Alcançou a primeira posição na tabela musical Billboard 200, com 135 mil cópias vendidas na sua semana de estreia.